# Trempe sur roue
Pour les articles homonymes, voir Trempe.

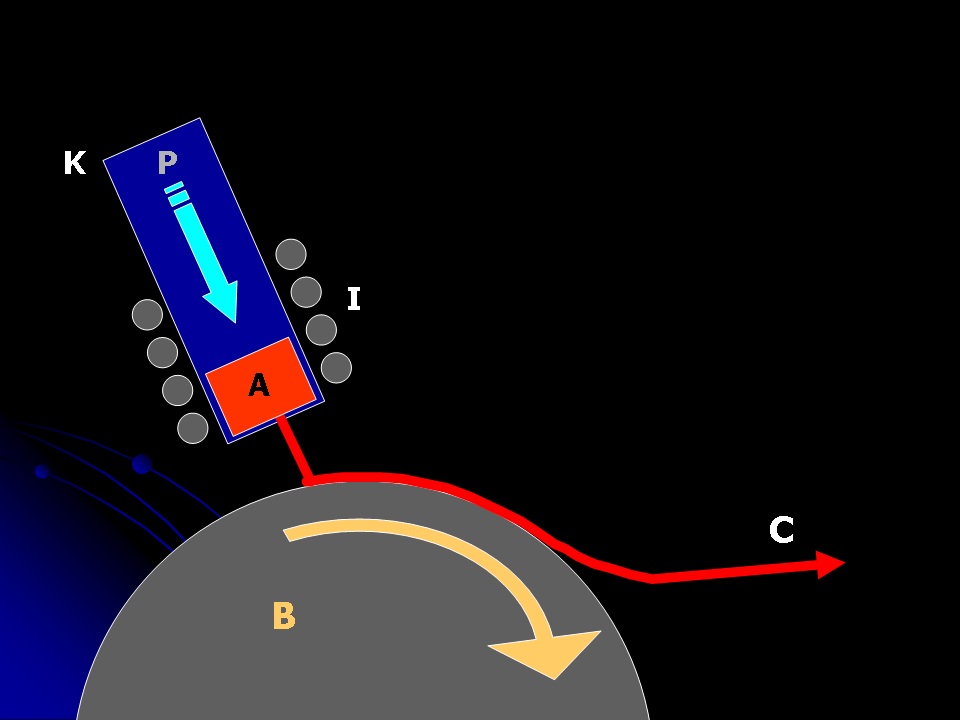
Schéma illustrant le principe de la trempe sur roue. Le métal (A) est mélangé par induction (I) et poussé à l'aide de gaz sous pression (P) sortant d'un petit orifice du creuset (K) sur le tambour tournant (B), où il se refroidit rapidement en formant un ruban (C).

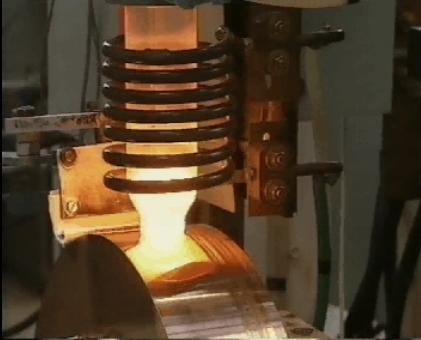
Photographie d'un dispositif de trempe sur roue.

La trempe sur roue (melt spinning en anglais) est une technique de refroidissement rapide de liquides. Elle permet d'atteindre pour des alliages métalliques des vitesses de refroidissement (« trempe ») allant jusqu'à 10{\displaystyle ^{7}} K/s (« hypertrempe ») et est utilisée pour cette raison dans la fabrication de rubans d'alliages métalliques amorphes.
Le dispositif utilisé est composé dans son principe d'un réservoir de liquide chaud (métal fondu par exemple), éventuellement sous pression, duquel coule un filet qui entre en contact lors de sa chute avec un cylindre en métal bon conducteur thermique (en cuivre par exemple). Cette roue tourne à grande vitesse et est elle-même refroidie, généralement par contact avec un autre fluide froid, azote liquide ou eau, ce qui lui permet de rester froide. La mise sous pression du réservoir permet l'éjection du liquide (on parle improprement d'« injection », comme avec une seringue). Le liquide est refroidi au contact de la roue et peut former un ruban solide. 
En réalité, le ruban formé, dans le cas de l'application à un alliage métallique n'est pas refroidi de la même manière sur ses deux faces : l'une est en contact avec la roue alors que l'autre refroidit au contact de l'air. Les deux faces ont alors souvent des aspects différents, l'une étant brillante et l'autre mate.
Ce dispositif est souvent utilisé avec du métal liquide et permet alors de produire des rubans minces (de l'ordre de 10 μm d'épaisseur) de métal solide. La largeur du ruban peut excéder sans problème le centimètre. Pour certaines compositions d'alliage, l'hypertrempe ainsi obtenue donne un matériau amorphe, les atomes étant « figés » durant la trempe dans une configuration semblable à celle du liquide injecté.
La trempe sur roue a été développée par Pond et Maddin en 1969. Le liquide était alors refroidi sur la surface interne du tambour, puis par Liebermann et Graham comme moyen de couler en continu.